# ロッコ・ミーディエート
ロッコ・ミーディエート（Rocco Mediate、1962年12月17日 - ）は、アメリカ合衆国・ペンシルベニア州グリーンズバーグ出身のプロゴルファーである。
日本では、名前をメディエイトと記載されることもある。2008年の全米オープンで、プレーオフの末2位に入った。

## 経歴
少年時代のミーディエートは野球選手で、ゴルフに関心を持ち始めたのは高校時代だったという。南フロリダ大学を卒業し、1985年にプロ入り。1987年に24歳で初の賞金シードを獲得、1991年3月に「ドラルライダー・オープン」でプロ初優勝を達成。当時28歳だったミーディエートは、1988年・1989年の全米オープン優勝者カーティス・ストレンジとのプレーオフを制し、12 アンダーパー（-12, 276ストローク）で初優勝を決めた。当時彼は長いパターを使用しており、「ロングパターでPGAツアーを制した最初の選手」として大きな話題を呼んだ。1992年にフランスの「ペリエ・フレンチオープン」で国際試合初優勝。1993年4月、「Kマート・グレーター・グリーンズボロ・オープン」でPGAツアー2勝目を獲得するが、この時もスティーブ・エルキントン（オーストラリア）とのプレーオフを制した。しかし、1994年に椎間板ヘルニアの手術を受け、ここで最初の危機が訪れた。
1999年1月末、ミーディエートは「フェニックス・オープン」で6年ぶりのツアー優勝を果たす。それから2000年6月の「ビュイック・オープン」を制し、2002年4月末の「グレーター・グリーンズボロ・クライスラー・クラシック」で9年ぶり2度目の優勝を遂げた。これで彼のPGAツアー優勝は「5勝」となったが、現時点ではこれを最後にツアーの優勝から遠ざかっている。この頃には、初優勝時に使っていたロングパターをやめて、通常の形のパターを使用するようになった。2004年に背中の故障が再発し、この年の賞金ランキングが176位に落ちるなど、ミーディエートの競技生活はけがとの闘いの連続だった。
2008年、全米オープン選手権で、ロッコ・ミーディエートは予選会から出場した。この全米オープンを迎えるまで、彼は出場17大会のうち「8大会」しか予選を通過できず、全米開幕当時の世界ランキングも「158位」まで落ちていた。カリフォルニア州サンディエゴにある「トーリーパインズ・ゴルフクラブ」（パー71）のコースで、ミーディエートは4日間通算を 1 アンダーパー（-1, 69＋71＋72＋71＝283ストローク）で回った。最終第2組で回ったミーディエートは、テレビで最終組の2人、タイガー・ウッズとリー・ウエストウッドのプレーを見ていた。2人ともミーディエートに1打遅れて、イーブンパーで最終18番のグリーンに上がってきた。ウエストウッドはバーディーパットを外すが、ウッズが土壇場でバーディーパットを沈め、1 アンダーパーでミーディエートに追いついた。こうして、全米オープン優勝の行方はミーディエートとウッズのプレーオフに持ち越される。全米オープンのプレーオフは、（他のトーナメントと異なり）もう1ラウンド（18ホール）プレーする方式で行われ、ここでも決着がつかなかった。プレーオフの19ホール目は、7番ホールに場を移す。ここでミーディエートがミスを犯し、このホールをボギーにしたため、パーで終了したウッズが6年ぶり3度目の全米オープン優勝を果たし、ミーディエートは「45歳6ヶ月」の最年長優勝者になるチャンスを逃した。左膝を痛めていた世界ランキング1位との「91ホール」に及んだ激闘で、2位になったミーディエートのプレーも高い評価を受けた。
2010年10月、47歳、賞金ランク182位で迎えたフライズドットコム・オープンでは4日連続でチップインイーグルを決めて、8年ぶりの優勝を果たし、シニア入りまでの2年間のシードを得た。大会初日に3番ホール（191ヤード、パー3）でホールインワン、2日目は4番ホール（パー4）で残り160ヤードの第2打を、3日目は15番ホール（パー5）で残り111ヤードの第3打をチップインイーグル。最終日は12番ホールまでに5つスコアを落として初日から守った首位を譲ったが、16番ホールでこの日初めてのバーディを奪い、迎えた17番ホール（パー4）で残り116ヤードの第2打がチップインイーグルとなり、4日間通算15アンダーパーで2位グループに1打差の優勝であった。
ゴルフバッグのパター以外のクラブには、ヘッドカバーを使わないことで有名。理由は、「ヘッドカバーを使うと、キャディの仕事を増やしてしまうし、多少の傷は気にならない」からとのこと。

## プロ優勝 (13)

### PGAツアー優勝 (6)
| No. | 年月日       | トーナメント                        | スコア                | 打差    | 2位(タイ)                              |
| --- | ------------ | ----------------------------------- | --------------------- | ------- | -------------------------------------- |
| 1   | Mar 4, 1991  | ドラル・ライダー・オープン          | −12 (66-70-68-72=276) | Playoff | カーティス・ストレンジ                 |
| 2   | Apr 25, 1993 | KMart Greater Greensboro Open       | −7 (74-67-71-69=281)  | Playoff | スティーブ・エルキントン               |
| 3   | Jan 31, 1999 | フェニックス・オープン              | −11 (69-67-66-71=273) | 2打差   | ジャスティン・レナード                 |
| 4   | Aug 13, 2000 | ビュイック・オープン                | −20 (68-64-70-66=268) | 1打差   | クリス・ペリー                         |
| 5   | Apr 28, 2002 | Greater Greensboro Chrysler Classic | −16 (68-67-66-71=272) | 3打差   | マーク・カルカベッキア                 |
| 6   | Oct 17, 2010 | フライズドットコム・オープン        | −15 (64-65-67-73=269) | 1打差   | アレックス・プルー, ボー・バン・ペルト |

PGAプレーオフ記録 (2–1)
| No. | Year | Tournament                    | 相手                     | 結果                                                                                              |
| --- | ---- | ----------------------------- | ------------------------ | ------------------------------------------------------------------------------------------------- |
| 1   | 1991 | ドラル・ライダーオープン      | カーティス・ストレンジ   | 1ホール目でバーディを取り勝利                                                                     |
| 2   | 1993 | KMart Greater Greensboro Open | スティーブ・エルキントン | 4ホール目でバーディを取り勝利                                                                     |
| 3   | 2008 | 全米オープン                  | タイガー・ウッズ         | 18ホールで決着付かず (ウッズ:71, ミーディエート:71) サドンデス1ホール目でウッズがパーを取り敗れる |

### その他 (4)
- 1999 Callaway Golf Pebble Beach Invitational
- 2000 ウェンディーズ3ツアー・チャレンジ (with ノタ・ビゲイ3世 and フィル・ミケルソン)
- 2002 フランクリン・テンプルトン・シュートアウト (with リー・ジャンゼン)
- 2003 CVSケアマーク・チャリティクラシック (with ジェフ・スルーマン)

### チャンピオンズツアー (3)
| No. | 年月日        | トーナメント               | スコア                | 打差  | 2位(タイ)                                        |
| --- | ------------- | -------------------------- | --------------------- | ----- | ------------------------------------------------ |
| 1   | 2013年2月10日 | アリアンツ選手権           | −17 (67-61-71=199)    | 2打差 | ベルンハルト・ランガー, トム・パーニス・ジュニア |
| 2   | 2013年9月1日  | ショーチャリティクラシック | −22 (63-64-64-191)    | 7打差 | トム・バイラム                                   |
| 3   | May 29, 2016  | 全米プロシニアゴルフ選手権 | −19 (62-66-71-66=265) | 3打差 | コリン・モンゴメリー                             |